# Campionati tedeschi di sci alpino 2011
I Campionati tedeschi di sci alpino 2011 si sono svolti a Garmisch-Partenkirchen e Götschen/Jenner dal 21 al 27 marzo. Il programma ha incluso gare di discesa libera, supergigante, slalom gigante, slalom speciale e supercombinata, tutte sia maschili sia femminili.
Trattandosi di competizioni valide anche ai fini del punteggio FIS, vi hanno partecipato anche sciatori di altre federazioni, senza che questo consentisse loro di concorrere al titolo nazionale tedesco.

## Risultati

### Uomini

#### Discesa libera
| Pos. | Atleta            | Nazione   | Tempo   |
| ---- | ----------------- | --------- | ------- |
| 1    | Andreas Sander    | Germania  | 1:07,47 |
| 2    | Stephan Keppler   | Germania  | 1:08,06 |
| 3    | Andreas Romar     | Finlandia | 1:08,17 |
| 4    | Klaus Brandner    | Germania  | 1:08,64 |
| 5    | Philipp Zepnik    | Germania  | 1:08,69 |
| 6    | Hannes Wagner     | Germania  | 1:08,86 |
| 7    | Marvin Ackermann  | Germania  | 1:08,87 |
| 8    | Christian Ferstl  | Germania  | 1:09,57 |
| 9    | Thomas Dreßen     | Germania  | 1:09,63 |
| 10   | Julian Giacomelli | Germania  | 1:09,68 |

Data: 22 marzo

Località: Garmisch-Partenkirchen

#### Supergigante
| Pos. | Atleta           | Nazione     | Tempo   |
| ---- | ---------------- | ----------- | ------- |
| 1    | Andreas Romar    | Finlandia   | 1:12,04 |
| 2    | Andreas Sander   | Germania    | 1:12,06 |
| 3    | Stephan Keppler  | Germania    | 1:12,52 |
| 4    | Marcel Mathis    | Austria     | 1:12,55 |
| 5    | Philipp Zepnik   | Germania    | 1:12,92 |
| 6    | Hannes Wagner    | Germania    | 1:13,24 |
| 7    | Marvin Ackermann | Germania    | 1:13,33 |
| 8    | Anton Lindebner  | Germania    | 1:13,43 |
| 9    | Arjan Wanders    | Paesi Bassi | 1:13,47 |
| 10   | Lukas Aicher     | Germania    | 1:13,62 |

Data: 25 marzo

Località: Garmisch-Partenkirchen

#### Slalom gigante
| Pos. | Atleta            | Nazione  | Tempo   |
| ---- | ----------------- | -------- | ------- |
| 1    | Dominik Schwaiger | Germania | 2:24,26 |
| 2    | Martin Bischof    | Austria  | 2:24,31 |
| 3    | Philipp Schmid    | Germania | 2:24,32 |
| 4    | Stepan Zuev       | Russia   | 2:24,81 |
| 5    | Stefan Luitz      | Germania | 2:24,85 |
| 6    | Johannes Strolz   | Austria  | 2:24,86 |
| 7    | Janez Jazbec      | Slovenia | 2:24,98 |
| 8    | Philipp Zepnik    | Germania | 2:25,05 |
| 9    | Miha Kuerner      | Slovenia | 2:25,16 |
| 10   | Fritz Dopfer      | Germania | 2:25,40 |

Data: 27 marzo

Località: Götschen/Jenner

#### Slalom speciale
| Pos. | Atleta                | Nazione  | Tempo   |
| ---- | --------------------- | -------- | ------- |
| 1    | Fritz Dopfer          | Germania | 1:30,38 |
| 2    | Felix Neureuther      | Germania | 1:30,75 |
| 3    | Sebastian Liebl       | Germania | 1:31,66 |
| 4    | Christoph Nösig       | Austria  | 1:32,16 |
| 5    | Stefan Luitz          | Germania | 1:32,43 |
| 6    | Thomas Krautschneider | Austria  | 1:32,49 |
| 7    | Christian Gruber      | Germania | 1:32,61 |
| 8    | Martin Bischof        | Austria  | 1:32,89 |
| 9    | Fabian Datzer         | Germania | 1:33,11 |
| 10   | Manuel Feller         | Austria  | 1:33,15 |

Data: 26 marzo

Località: Götschen/Jenner

#### Supercombinata
| Pos. | Atleta           | Nazione       | Tempo   |
| ---- | ---------------- | ------------- | ------- |
| 1    | Andreas Romar    | Finlandia     | 1:48,07 |
| 2    | Hannes Wagner    | Germania      | 1:48,34 |
| 3    | Andreas Sander   | Germania      | 1:48,80 |
| 4    | Klaus Brandner   | Germania      | 1:48,98 |
| 5    | Anton Lindebner  | Germania      | 1:49,95 |
| 6    | Lukas Aicher     | Germania      | 1:50,13 |
| 7    | Marvin Ackermann | Germania      | 1:50,25 |
| 8    | Arjan Wanders    | Paesi Bassi   | 1:50,35 |
| 9    | Ryo Sugai        | Giappone      | 1:50,46 |
| 10   | Benjamin Griffen | Nuova Zelanda | 1:50,51 |

Data: 23 marzo

Località: Garmisch-Partenkirchen

### Donne

#### Discesa libera
| Pos. | Atleta           | Nazione  | Tempo   |
| ---- | ---------------- | -------- | ------- |
| 1    | Veronique Hronek | Germania | 1:11,25 |
| 2    | Susanne Riesch   | Germania | 1:11,56 |
| 3    | Isabelle Stiepel | Germania | 1:11,59 |
| 4    | Michaela Schmotz | Germania | 1:11,70 |
| 5    | Iris Dorsch      | Germania | 1:11,95 |
| 6    | Sara Micheler    | Germania | 1:12,73 |
| 7    | Patrizia Dorsch  | Germania | 1:12,82 |
| 8    | Christina Geiger | Germania | 1:13,44 |
| 9    | Marlene Schmotz  | Germania | 1:13,56 |
| 10   | Nicola Schmid    | Germania | 1:13,77 |

Data: 22 marzo

Località: Garmisch-Partenkirchen

#### Supergigante
| Pos. | Atleta              | Nazione  | Tempo   |
| ---- | ------------------- | -------- | ------- |
| 1    | Veronique Hronek    | Germania | 1:14,71 |
| 2    | Susanne Riesch      | Germania | 1:15,17 |
| 3    | Viktoria Rebensburg | Germania | 1:15,29 |
| 4    | Isabelle Stiepel    | Germania | 1:16,03 |
| 5    | Michaela Schmotz    | Germania | 1:16,73 |
| 6    | Anne Kissling       | Germania | 1:17,01 |
| 7    | Ronja Mayr          | Germania | 1:17,09 |
| 8    | Marlene Schmotz     | Germania | 1:17,19 |
| 9    | Nicola Schmid       | Germania | 1:17,33 |
| 10   | Patrizia Dorsch     | Germania | 1:17,41 |

Data: 25 marzo

Località: Garmisch-Partenkirchen

#### Slalom gigante
| Pos. | Atleta                     | Nazione  | Tempo   |
| ---- | -------------------------- | -------- | ------- |
| 1    | Veronika Staber            | Germania | 2:24,72 |
| 2    | Simona Hösl                | Germania | 2:25,87 |
| 3    | Veronique Hronek           | Germania | 2:26,01 |
| 4    | Julia Dygruber             | Austria  | 2:26,21 |
| 5    | Agnieszka Gąsienica-Daniel | Polonia  | 2:26,32 |
| 6    | Monica Hübner              | Germania | 2:26,57 |
| 7    | Michaela Schmotz           | Germania | 2:26,60 |
| 8    | Iris Dorsch                | Germania | 2:26,61 |
| 9    | Christina Geiger           | Germania | 2:26,92 |
| 9    | Barbara Wirth              | Germania | 2:26,92 |

Data: 26 marzo

Località: Götschen/Jenner

#### Slalom speciale
| Pos. | Atleta                     | Nazione  | Tempo   |
| ---- | -------------------------- | -------- | ------- |
| 1    | Alexandra Daum             | Austria  | 1:37,85 |
| 2    | Aleksandra Kluś            | Polonia  | 1:37,91 |
| 3    | Agnieszka Gąsienica-Daniel | Polonia  | 1:38,49 |
| 4    | Christina Geiger           | Germania | 1:38,53 |
| 5    | Fanny Chmelar              | Germania | 1:39,09 |
| 6    | Monica Hübner              | Germania | 1:39,13 |
| 7    | Susanne Riesch             | Germania | 1:39,49 |
| 8    | Veronika Staber            | Germania | 1:39,51 |
| 9    | Barbara Wirth              | Germania | 1:40,15 |
| 10   | Lisa-Maria Zeller          | Austria  | 1:40,16 |

Data: 27 marzo

Località: Götschen/Jenner

#### Supercombinata
| Pos. | Atleta           | Nazione  | Tempo   |
| ---- | ---------------- | -------- | ------- |
| 1    | Susanne Riesch   | Germania | 1:52,47 |
| 2    | Christina Geiger | Germania | 1:54,41 |
| 3    | Veronique Hronek | Germania | 1:54,45 |
| 4    | Nicola Schmid    | Germania | 1:54,67 |
| 5    | Michaela Schmotz | Germania | 1:54,77 |
| 6    | Isabelle Stiepel | Germania | 1:54,78 |
| 7    | Iris Dorsch      | Germania | 1:54,95 |
| 8    | Anne Kissling    | Germania | 1:55,02 |
| 9    | Marlene Schmotz  | Germania | 1:55,71 |
| 10   | Marina Wallner   | Germania | 1:56,45 |

Data: 23 marzo

Località: Garmisch-Partenkirchen